# معركة جوينجيت (1513)
وقعت معركة جوينجيت أو معركة المناخس في 16 أغسطس 1513، كجزء من حرب عصبة كامبراي إحدى حروب سلسلة الحروب الإيطالية، حيث فاجأ الجنود الإنجليز وجنود الإمبراطورية الرومانية المقدسة بقيادة الملك هنري الثامن والإمبراطور ماكسيميليان الأول مجموعة من الفرسان الفرنسيين بقيادة جاك دي لا بليس.
كانت قوات الكاردينال توماس وولسي مسلحة بأنواع مختلفة من الأسلحة والتي شملت الفرسان والمدفعية والمشاة وحاملي الرماح المصنوعة من الصلب والمصممة لاختراق الدروع. أما القوات الفرنسية فكانت مشكلة من عدد من الفرسان وحاملي الرماح.
سميت المعركة بمعركة المناخس لاستخدام الفرسان الفرنسيين للمناخس في همز الخيل للهروب من المعركة، وكان من ضمن الأسرى قائد الجيش الفرنسي جاك دي لا بليس، وكنتيجة للمعركة ضم هنري الثامن مدن ثيروان في 22 أغسطس، وتورناي في 23 سبتمبر.